# БАЗ-5937
БАЗ-5937 — специальное трёхосное плавающее шасси Брянского автомобильного завода (трёхосная амфибия), использовалось в качестве базы боевой машины 9А33Б; выпускалась в 1969—1990 гг.

## История
27 октября 1960 года вышло Постановлением Совета министров СССР о создании автономного мобильного всепогодного зенитного ракетного комплекса, все элементы которого планировалось устанавливать на самоходных плавающих шасси. В 1966 году разработка облегчённого плавающего шасси была поручена Брянскому автозаводу. В 1972 году началось серийное производство шасси БАЗ-5937.

## Назначение

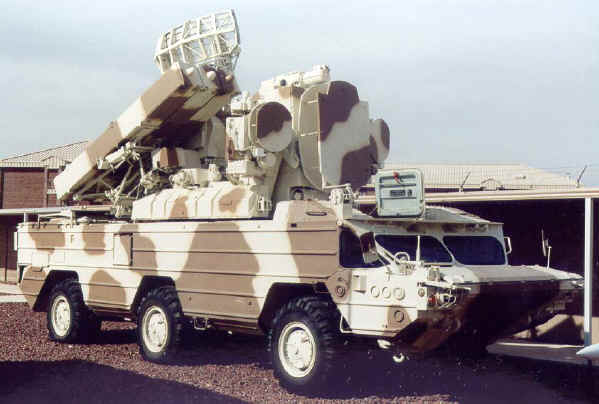
Выше корпуса — зенитно-ракетная часть; всё, что под ней — БАЗ-5937.

Амфибия использовалось в качестве базы боевой машины 9А33Б, входящей в состав ЗРК «Оса», который на конец 2007 года был наиболее многочисленным в России комплексом войсковой ПВО. (Машина 9А33Б способна обнаруживать и опознавать воздушные цели в движении. С короткой остановки способна обстреливать одну цель двумя ракетами. Время развёртывания и свёртывания боевой машины не более 5 минут.)
Помимо прямого назначения, по мнению специалистов завода, возможно применение машины в районах стихийных бедствий, что послужило основанием поставки партии таких машин спасательной службе Эстонии.

## Характеристики
Шасси трёхосное, для движения по воде снабжено водомётом. Двигатель дизельный. Кроме того, шасси оборудовано средствами навигации и топопривязки. Шасси может транспортироваться самолётом Ил-76 и железнодорожным транспортом.

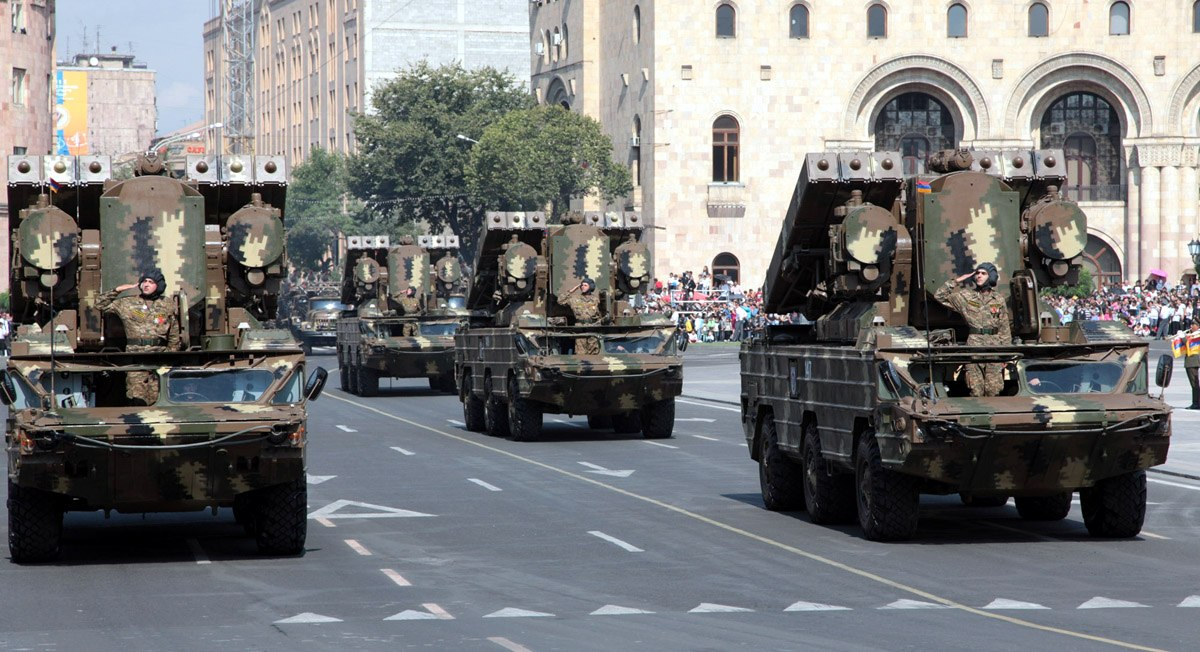
ЗРК Оса вооруженных сил Армении

- полная масса: ---- 15 600 - 18 680 кг[5]
- грузоподъёмность: до 7,5 т
- скорость на суше: — 70 км/ч
- скорость на плаву: — 12 км/ч
- запас хода: — 740 км
- мощность: 300 л.с. при 2600 об./мин.

## Варианты
- Понтонно-мостовая машина (ПММ) «Волна»[6] на шасси БАЗ-5937; средний мост удвоен.

## Развитие
На базе семейства шасси БАЗ-5937 9К33 «Оса», от которого были заимствованы многие агрегаты, была разработана амфибия БАЗ-5921, которая использовалась в составе высокоточного тактического ракетного комплекса 9К79 «Точка».